# Benqué
Benqué är en kommun i departementet Hautes-Pyrénées i regionen Occitanien i sydvästra Frankrike. Kommunen ligger i kantonen Lannemezan som tillhör arrondissementet Bagnères-de-Bigorre. År 2013 hade Benqué 84 invånare.

## Befolkningsutveckling
Antalet invånare i kommunen Benqué
| Referens: INSEE |